# Toszó Árpád
Toszó Árpád (Vadad, 1936 – Temesvár, 1992. június 20.) erdélyi magyar mérnök, üzemszervező, mezőgazdasági szakíró.

## Életútja
A marosvásárhelyi Bolyai Farkas Középiskola elvégzése után 1960-ban szerzett mérnöki oklevelet a temesvári Mezőgazdasági Főiskola Állattenyésztési Karán. Az 1960-as évek első felében állattenyésztő mérnökként dolgozott a Bánság különböző településein, majd temesvári iparvállalatoknál üzemszervező volt. Később munkavizsgálati és ergonómiai szakképesítést szerzett a bukaresti Ştefan Gheorghiu Pártakadémia továbbképző intézetében.
A könnyűipar temesvári pamutipari központjában a szervezési, munkavizsgálati és ergonómiai kutató-tervező részlegen dolgozott. Az 1970-es évektől előadásokat tartott különböző szakfórumokon, tudományos dolgozatokat közölt talajvizsgálati és ergonómiai témákról. Népszerűsítő írásait a TETT, a Szabad Szó és A Hét közölte.